# Гречка татарська
Гречка татарська (Fagopyrum tataricum) — вид рослин родини гречкові (Polygonaceae), батьківщиною якого є Монголія, Китай, Індія, Непал.

## Опис
Однорічна рослина 30–80 см заввишки. Стебло до цвітіння зазвичай зелене. Горішки з гострими ребрами лише у верхній частині, внизу ребра тупі та зморшкуваті. Квітки жовто-зелені, зібрані в китиці. Листова пластина широко трикутна, 2–7 × 2–8 см. Суцвіття кінцеві або пахвові, китицеві, кілька китиць разом волотисті, нещільні. Оцвітина біла або зеленувата; листочки оцвітини еліптичні, ≈ 2 мм.
Час цвітіння: травень — вересень, час плодоношення: червень — жовтень.

## Поширення й екологія
Батьківщиною є Монголія, Китай, Індія, Непал; натуралізований у Канаді, США, Європі, Азії; також культивується.
В Україні зростає головним чином у посівах гречки — на Поліссі та в Лісостепу.